# Trogoderma
Trogoderma is een geslacht van kevers uit de familie spektorren (Dermestidae). De wetenschappelijke naam (zonder beschrijving van de karakteristieken) van het geslacht werd in 1821 gepubliceerd door Pierre François Marie Auguste Dejean.
Er zijn wereldwijd meer dan 140 soorten en ondersoorten in dit geslacht beschreven. Verschillende daarvan zijn economisch belangrijke schadelijke insecten die opgeslagen voedingsvoorraden, zowel plantaardige als dierlijke, bedreigen. De meest gevreesde zijn Trogoderma granarium, Trogoderma variabile en Trogoderma glabrum. T. granarium brengt overal op de wereld veel schade toe aan graanvoorraden. Oorspronkelijk kwam de soort voor in tropische en subtropische streken, maar door de internationale handel is ze in vele andere landen ingevoerd.
Trogoderma tarsale (synoniem van Trogoderma inclusum) is ook berucht als "museumpest" die een bedreiging vormt voor insectencollecties (vergelijkbaar met de museumkever). Grote collecties in musea zijn volledig door de larven van deze kever vernield.
Ter bestrijding van T. granarium en andere schadelijke soorten is de toepassing onderzocht van seksferomonen om de voortplanting van de kevers te verstoren. Lokvallen met seksferomonen zijn commercieel verkrijgbaar.